# Motion Explosion!
Motion Explosion! è un videogioco party sviluppato dalla Majesco, pubblicato dalla 505 Games e distribuito dalla Halifax esclusivamente per Xbox 360 dotate di kinect. Il videogioco è stato reso disponibile in America Settentrionale l'11 novembre 2011, mentre in Europa il 6 aprile 2012.